# Мартинес, Венсан
Венсан Мартинес (фр. Vincent Martinez) — французский актёр.

## Биография
Венсан Мартинес, младший брат актёра Оливье Мартинеса, дебютировал в кино в 1998 году в фильме Бенуа Жако «Школе плоти» с участием Изабель Юппер и Венсана Линдона.
В 2000 году Мартинес присоединился к актёрскому составу ленты «Смешение жанров» с Паскалем Греггори в главной роли, а в следующем году снялся с Ришаром Берри и Эльзой Зильберштейн в «Ангеле» Мигеля Куртуа. Два года назад, Венсан Мартинес исполнил роль герцога в костюмированной комедии Берни Бонвуазена «Бланш», где также снялись Кароль Буке в роли Анны Австрийской, Жан Рошфор в роли кардинала Мазарини и Жерар Депардье в роли д’артаньяна.
2005-й стал самым успешным годом для Венсана Мартинеса: он сыграл роль Луи в «Кавалькаде» и Рока в фильме Филиппа Фокона «Предательство» про войну в Алжире. Кроме того, актёр получил свою первую главную роль в фильме Шаенн Каррон «Обнаженные», снявшись в страстном дуэте с Мелани Тьерри.
Кроме кино, Венсан Мартинес снимался и для телевидения, сыграв в общей сложности за время свое актёрской карьеры роли в почти 20-ти кино-, телефильмах и сериалах.